# منتخب غرينادا لكرة السلة
منتخب غرينادا لكرة السلة هو ممثل غرينادا الرسمي في المنافسات الدولية في كرة السلة   .

## تشكيلة المنتخب
لم يتأهل لبطولة الكاريبي بعد.